# Jelena Michajlitjenko
Jelena Anatoljevna Michajlitjenko (ryska: Елена Анатольевна Михайличенко), född 14 september 2001, är en rysk handbollsspelare (mittnia/vänsternia).

## Klubbkarriär
Jelena Michajlitjenko började spela handboll vid 9 års ålder 2010. Hon kom säsongen 2017-2018, bara 16 år gammal med i truppen till den ryska toppklubben GK Lada. Tillsammans med Lada vann hon det ryska U18-mästerskapet 2018. Inför säsongen 2020-2021 flyttade hon till den CSKA Moskva. I november 2020, under en ligamatch mot GK Rostov-Don, slet  hon av främre korsbandet i höger knä. Hon var spelklar redan i maj 2021. Med CSKA vann hon det ryska mästerskapet 2021. I september 2018 fanns hon med i EHF på en lista över de 20 bästa unga handbollsspelarna att se upp med i framtiden.

## Landslagskarriär
Michajlitjenko tog silver med Ryssland vid U19-EM 2017,men laget fråntogs det senare på grund av dopningsbrott och hon slutade hon fyra i U20-VM 2018. Michajlitjenko vann samma år guldmedaljen i U18-VM och blev också framröstad till turneringens MVP. Vid U19-EM 2019 utsågs hon åter till MVP.
Sen 2019 tillhör hon den ryska A-landslagstruppen. Vid VM 2019 tog hon brons med det ryska laget. Med  RUC, den ryska olympiska kommitténs lag vann hon silver i damernas turnering i handboll vid olympiska sommarspelen 2020 i Tokyo. Hon var den ryska spelaren som fick minst speltid bara 14 minuter under OS och hon gjorde ett mål på tre skott. Inför OS hade hon 17 landskamper och 23 gjorda mål i A-landslaget.